# Liste des présidents de la République portugaise
La liste des présidents de la République portugaise répertorie les vingt personnes ayant exercé les fonctions de chef de l'État portugais depuis l'installation du régime républicain en 1910 à nos jours. Cette liste inclut non seulement les personnes ayant servi comme président de la République portugaise mais également ceux ayant de facto assumé les fonctions de chef de l'État depuis la proclamation de la République portugaise en 1910. C'est par exemple le cas de Teófilo Braga, nommé président du gouvernement provisoire à la suite du coup d'État républicain. De même, Sidónio Pais, Mendes Cabeçadas et Gomes da Costa, ainsi que João do Canto e Castro, Óscar Carmona et Francisco Sá Carneiro dans les premiers mois de leur mandat, n'ont pas été officiellement investis comme président de la République et ont le plus souvent rempli les fonctions de « président du Ministère » — l'équivalent du Premier ministre actuel — tout en exerçant la direction effective de l'État.

## Gouvernement provisoire de la République (1910-1911)
| Nom           | Nom | Dates du mandat | Dates du mandat | Appartenance politique | Notes |
| ------------- | --- | --------------- | --------------- | ---------------------- | --- |
| Teófilo Braga |     | 6 octobre 1910  | 24 août 1911    | Républicain            | Après le soulèvement militaire du 4 octobre 1910 il assume la présidence du gouvernement provisoire jusqu'au 24 août 1911. |

## IreRépublique (1911-1926)
Ire République
| Nom                           | Nom | Dates du mandat  | Dates du mandat  | Appartenance politique                                     | Notes |
| ----------------------------- | --- | ---------------- | ---------------- | ---------------------------------------------------------- | --- |
| Manuel de Arriaga             |     | 24 août 1911     | 26 mai 1915      | Parti républicain Parti démocrate                          | Premier président élu constitutionnellement, il démissionne peu de temps avant la fin de son mandat. |
| Teófilo Braga                 |     | 29 mai 1915      | 4 août 1915      | Parti démocrate                                            | Déjà chef du gouvernement provisoire, il assure l'intérim après la démission de Manuel de Arriaga. |
| Bernardino Machado (1re fois) |     | 6 août 1915      | 5 décembre 1917  | Parti démocrate                                            | Après avoir fait entrer le Portugal dans la Première Guerre mondiale, il devient, un an plus tard le premier président à être renversé par un coup d'État. Il sera réélu 8 ans plus tard.                                       |
| Sidónio Pais                  |     | 28 avril 1918    | 14 décembre 1918 | Parti national républicain                                 | Militaire président de la junte révolutionnaire, il accède au pouvoir en renversant Bernardino Machado et devient le premier président à être élu au suffrage universel direct. Il meurt assassiné par un militant républicain. |
| João do Canto e Castro        |     | 16 décembre 1918 | 5 octobre 1919   | Parti national républicain                                 | Il assure l'intérim après la mort de Sidónio Pais. |
| António José de Almeida       |     | 5 octobre 1919   | 5 octobre 1923   | Parti républicain évolutionniste Parti républicain libéral | Il est le premier président à effectuer un mandat complet. |
| Manuel Teixeira Gomes         |     | 6 octobre 1923   | 11 décembre 1925 | Parti démocrate                                            | Homme de lettres, il démissionne 2 ans après son élection. |
| Bernardino Machado (2e fois)  |     | 11 décembre 1925 | 30 mai 1926      | Parti démocrate                                            | Élu pour la seconde fois, il est de nouveau renversé par un coup d'État. |

## Dictature nationale (1926-1933)
Dictature nationale
| Nom              | Nom | Dates du mandat | Dates du mandat | Appartenance politique | Notes                                                  |
| ---------------- | --- | --------------- | --------------- | ---------------------- | ------------------------------------------------------ |
| Mendes Cabeçadas |     | 30 mai 1926     | 19 juin 1926    | Sans étiquette         | Militaire, il sera renversé par un contre Coup d'État. |
| Gomes da Costa   |     | 19 juin 1926    | 9 juillet 1926  | Sans étiquette         | Militaire, il sera renversé par un contre Coup d'État. |

## IIeRépublique: Estado Novo (1933-1974)
Estado Novo
| Nom                         | Nom | Dates du mandat | Dates du mandat | Appartenance politique                     | Notes |
| --------------------------- | --- | --------------- | --------------- | ------------------------------------------ | --- |
| Óscar Carmona               |     | 9 juillet 1926  | 18 avril 1951   | Union nationale                            | Militaire, il effectue le plus long mandat présidentiel soit 24 ans et 9 mois, seulement interrompu par sa mort.              |
| António de Oliveira Salazar |     | 18 avril 1951   | 9 août 1951     | Union nationale                            | En tant que chef du gouvernement, il assure l'intérim après la mort d'Óscar Carmona jusqu'à la tenue d'une nouvelle élection. |
| Francisco Craveiro Lopes    |     | 9 août 1951     | 9 août 1958     | Union nationale                            | Il effectue un mandat complet de sept ans, mais n'obtient pas l'appui de l'Union nationale pour en effectuer un second.       |
| Américo Tomás               |     | 9 août 1958     | 25 avril 1974   | Union nationale Action nationale populaire | Dernier président de l'Estado Novo, il est déposé le 25 avril 1974 par la Révolution des Œillets.                             |

## Junte de salut national (1974-1976)
Junte de salut national
| Nom                      | Nom | Dates du mandat   | Dates du mandat   | Appartenance politique | Notes |
| ------------------------ | --- | ----------------- | ----------------- | ---------------------- | --- |
| António de Spínola       |     | 15 mai 1974       | 30 septembre 1974 | Sans étiquette         | Général de renom, il devient président de la Junte de salut national, puis nommé président de la République par ses pairs, il démissionnera quelques mois plus tard. |
| Francisco da Costa Gomes |     | 30 septembre 1974 | 14 juillet 1976   | Sans étiquette         | Militaire, il sera nommé après la démission de son prédécesseur. |

## IIIeRépublique(depuis 1976)
| Nom                     | Nom | Élection  | Dates du mandat | Dates du mandat | Appartenance politique | Notes |
| ----------------------- | --- | --------- | --------------- | --------------- | ---------------------- | --- |
| António Ramalho Eanes   |     | 1976 1980 | 14 juillet 1976 | 9 mars 1986     | PRD                    | Militaire, il est le premier président élu sous la IIIe République ; il est réélu pour un second mandat en 1981.              |
| Mário Soares            |     | 1986 1991 | 9 mars 1986     | 9 mars 1996     | PS                     | Premier socialiste élu à la présidence, et seul président à avoir dû affronter un second tour, en 1986. Il est réélu en 1991. |
| Jorge Sampaio           |     | 1996 2001 | 9 mars 1996     | 9 mars 2006     | PS                     | Maire de Lisbonne de 1990 à 1995.                                                                                             |
| Aníbal Cavaco Silva     |     | 2006 2011 | 9 mars 2006     | 9 mars 2016     | PPD/PSD                | Il est le premier président de centre droit depuis la dictature de Salazar.                                                   |
| Marcelo Rebelo de Sousa |     | 2016 2021 | 9 mars 2016     | en fonction     | PPD/PSD                | Longtemps professeur à la faculté de droit de l'université de Lisbonne et journaliste. Président du PPD/PSD de 1996 à 1999.   |